# Khandela
Khandela är en ort i Indien.   Den ligger i distriktet Sīkar och delstaten Rajasthan, i den nordvästra delen av landet, 200 km sydväst om huvudstaden New Delhi. Khandela ligger 489 meter över havet och antalet invånare är 23 164.
Terrängen runt Khandela är platt åt sydost, men åt nordväst är den kuperad. Runt Khandela är det tätbefolkat, med 308 invånare per kvadratkilometer. Närmaste större samhälle är Sri Mādhopur, 18,1 km sydost om Khandela. Trakten runt Khandela består till största delen av jordbruksmark.